# Via Sacra

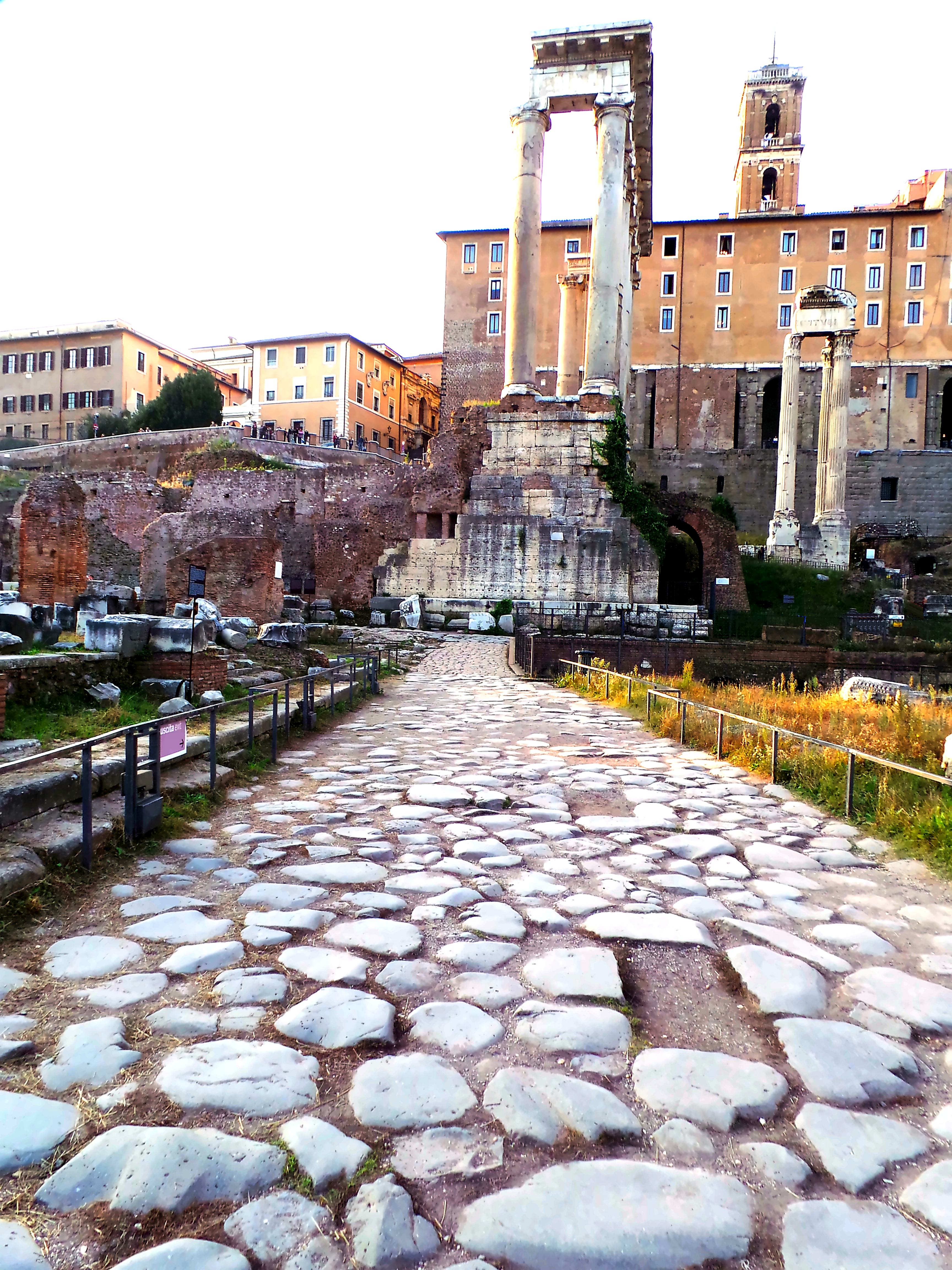
Via Sacra. I fonden Saturnustemplet, Vespasianustemplet och Palazzo Senatorio.

Via Sacra (latin för "den heliga vägen") är belägen på Forum Romanum i Rom. Via Sacra var huvudgatan i det antika Rom. Vägen leder från Capitolium till Colosseum. Vägen användes främst för processioner.
Horatius börjar en av sina dikter på hexameter så här:
Ibam forte via sacra, sicut meus est mos. (Satir 1:9)
”Jag vandrade längs den heliga vägen, såsom det är min vana.”